# Ulica Ludwiki w Warszawie

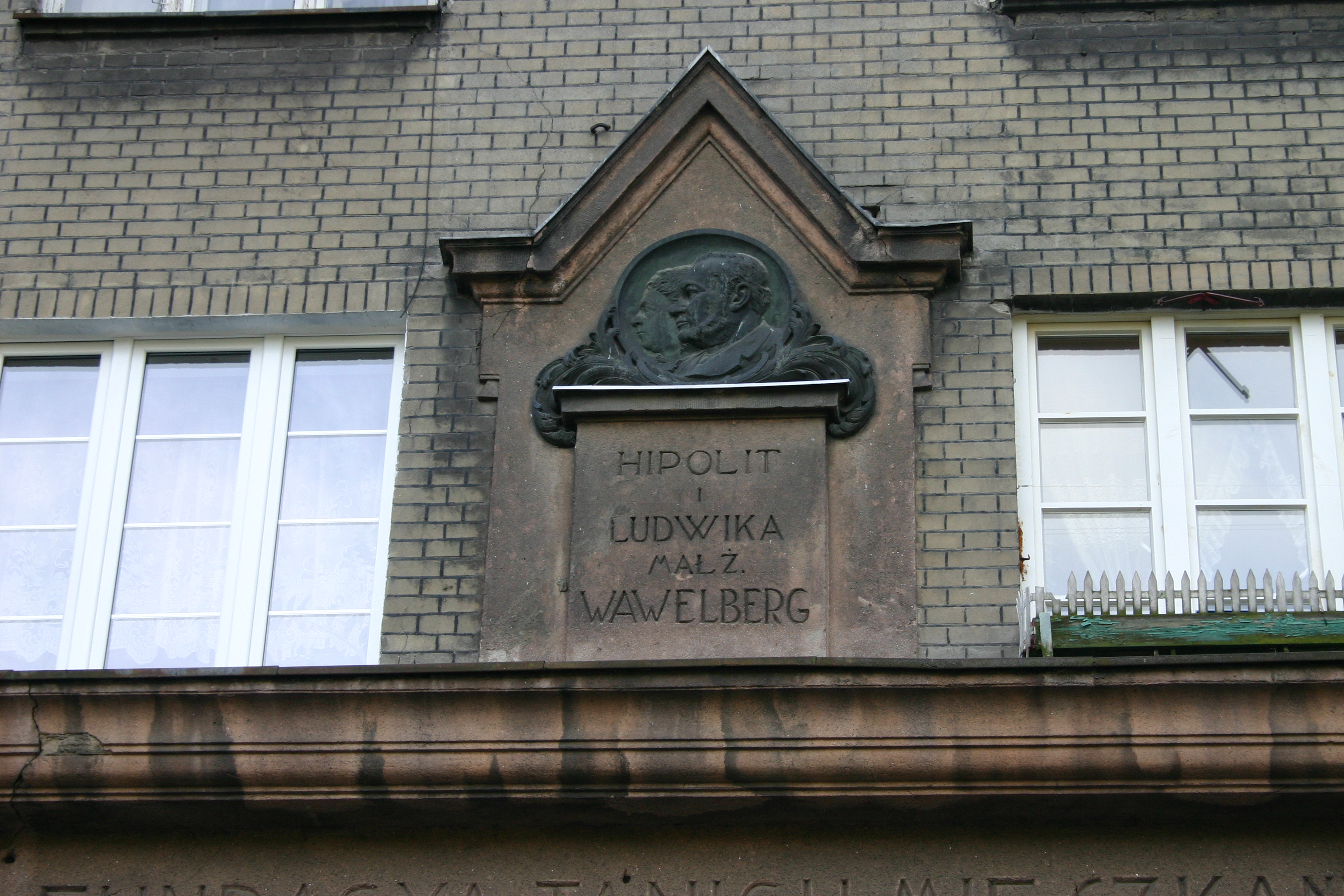
Tablica pamiątkowa Wawelbergów na budynku Ludwiki 1

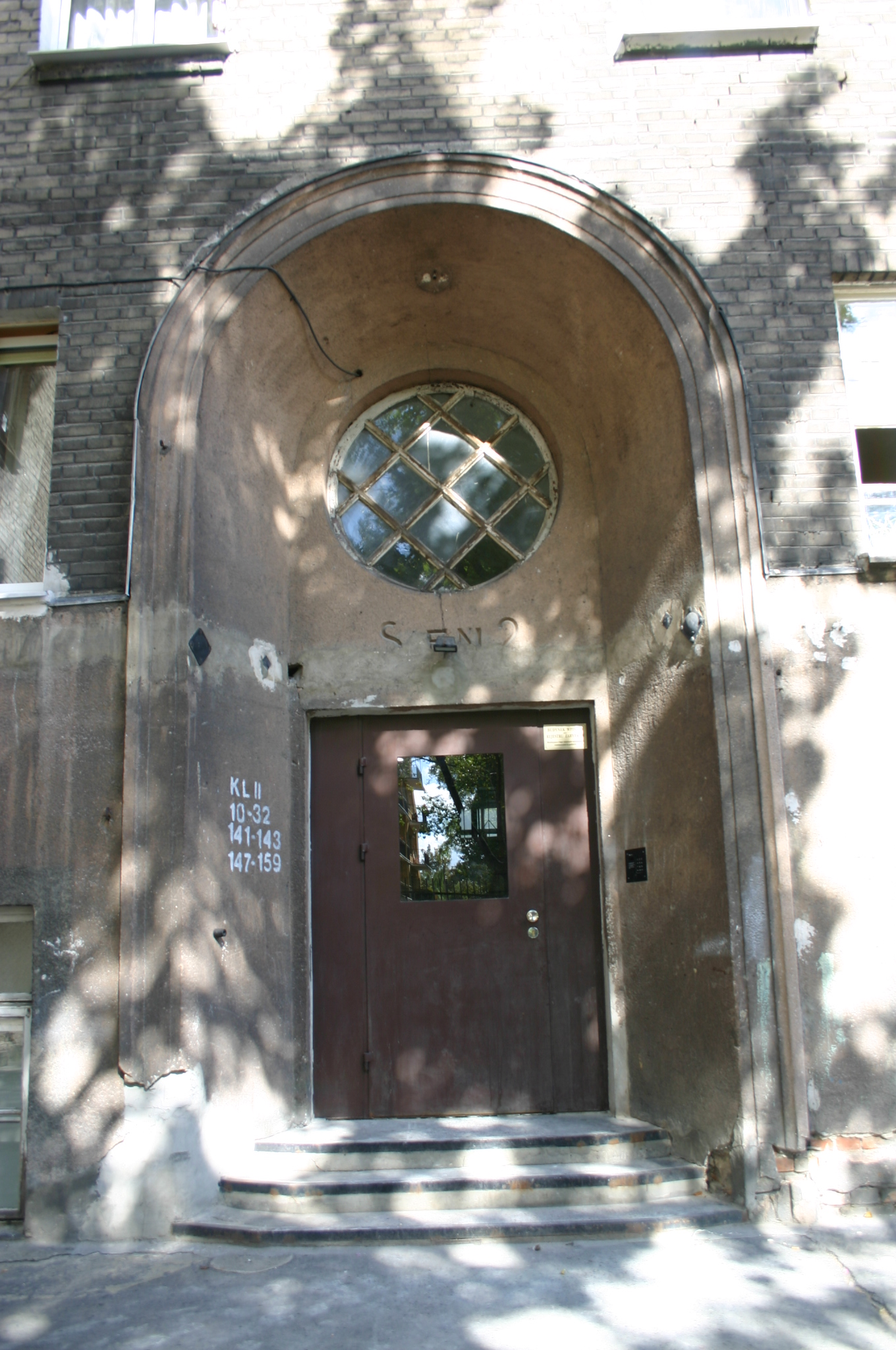
Wejście do jednej z sieni w domu przy Ludwiki 1

Ulica Ludwiki – ulica na Woli w Warszawie, w rejonie Czyste.

## Opis
Ulica została wytyczona ok. 1927 roku na odcinku od ul. Bema do ul. Sebastiana Klonowicza. W 1930 roku nadana została jej obecna nazwa upamiętniająca Ludwikę Wawelberg, żonę finansisty i filantropa Hipolita Wawelberga, która wspólnie z mężem w 1898 roku założyła „Fundację Tanich Mieszkań im. Ludwiki i Hipolita małżeństwa Wawelbergów”, a po śmierci Hipolita w 1901 roku zarządzała Fundacją.
Około 1957 roku ulica została przedłużona na wschód do ul. Płockiej. Nowemu odcinkowi nadano nazwę ulica Ludwiki 24 listopada 1961 roku. Nie zrealizowano planowanego pierwotnie połączenia z ul. Skierniewicką, a na obszarze zarezerwowanym pod przebieg ulicy powstał skwer, który w latach 70. XX w. został zabudowany blokami.
Dom pod nr 1, zbudowany w latach 1927-1929, powstał ze środków Fundacji jako II Osiedle Tanich Mieszkań – w odróżnieniu od Kolonii Wawelberga przy ul. Górczewskiej – przeznaczone dla ubogiej inteligencji. W 2005 r. budynek został wpisany do rejestru zabytków.
Budynki oznaczone numerami 3 (A i B), 5, 6 i 8 (oraz dwa budynki należące do tego samego kompleksu oznaczone adresami Bema 72 i 74) objęte są gminną ewidencją zabytków Miasta Stołecznego Warszawy. Wzniesione zostały w latach 1931-33 jako domy spółdzielcze Zakładu Ubezpieczeń Społecznych. Osiedle ZUS – jak na okres, w którym zespół siedmiu budynków powstawał – odznacza się awangardowym szczytowym układem w stosunku do ulicy i nietypowymi galeriowymi połączeniami między budynkami. Z drugiej strony, ograniczenia wynikające z układu działki spowodowały powstanie słabiej doświetlonych skrzydeł w typie oficyn oraz podwórek-studni na styku z innymi posesjami.
Rejon ulic Ludwiki, Klonowicza i Bema objęty został mikroprogramem rewitalizacji dzielnicy Wola, którego częścią jest projekt rewitalizacji kamienicy przy Ludwiki 1. Celem projektu jest kompleksowa modernizacja budynku, w tym adaptacja niezagospodarowanych obecnie strychów i suteren. Wartość projektu ustalono na 2 657,5 tys. zł.
Do fragmentu ulicy wytyczonego po 1957 roku przylegają – po południowej stronie – zabudowania Instytutu Chemii Fizycznej PAN i Instytutu Chemii Organicznej PAN z wejściem od strony ul. Kasprzaka oraz – po północnej stronie – ogrodzenie zdewastowanego byłego stadionu Klubu Sarmata, z główną częścią zabudowań Klubu i wejściem do obiektów od strony ul. Wolskiej.
Od 2020 roku, w związku z rozszerzeniem strefy płatnego parkowania, na odcinku od ulicy Bema do ulicy Sebastiana Klonowicza jest ulicą jednokierunkową. 